# アベンジャーズ (1998年の映画)
『アベンジャーズ』（原題：The Avengers）は、1998年のアメリカ映画。ジェレマイア・S・チェチック監督。イギリスで1960年代に製作されたTVシリーズ『おしゃれ㊙探偵』（原題：The Avengers）の映画化作品。

## ストーリー
謎の異常気象が相次ぐイギリス。政府の極秘諜報機関「ミニストリー・シークレット・サービス」は気象学者のエマ・ピールに調査を依頼する。しかし研究所は何者かの手によって破壊され、極秘研究中だった気象シールドも壊されていた。監視カメラに映されていた人物はエマにそっくり。
そこでミニストリーのトップ、マザーの命令により、機関の諜報員ジョン・スティードはエマと共同で犯人を探し出すことに。機関のナンバー2、ファーザーは彼女が犯人ではないかと疑っていた。
2人はかつてミニストリーの職員だった天才科学者のオーガスト・デ・ウィンター卿に目をつける。彼はファーザーと手を組んで世界の気象を操り、世界征服を企んでいたのだ。ウィンターは全世界を氷河期に陥れると脅迫する。スティードとエマは彼の気象制御基地へ乗り組んだ。

## キャスト
※括弧内は日本語吹替
- ジョン・スティード - レイフ・ファインズ（宮本充）
- エマ・ピール - ユマ・サーマン（山像かおり）
- オーガスト・デ・ウィンター卿 - ショーン・コネリー（有川博）
- インビジブル・ジョーンズ - パトリック・マクニー（声の出演）（稲葉実）
- マザー - ジム・ブロードベント（辻萬長）
- ファーザー - フィオナ・ショウ（一柳みる）
- ベイリー - エディー・イザード（伊藤栄次）
- アリス - アイリーン・アトキンス（前田敏子）
- トラブショー - ジョン・ウッド（塚田正昭）
- ブレンダ - カルメン・イジョゴ（本田貴子）

## 評価
Rotten Tomatoesによれば83件の評価の内、肯定的な評価は僅か5%であり、『テレビ番組からスピンオフした『アベンジャーズ』は、ストーリーが不適切で、悲惨な失敗作である。』と評価された。
Metacriticでは19件のレビューの内、高評価は0件、賛否両論が3件、低評価が16件で加重平均地は12である。これは1998年の映画の中で最も低いスコアである。
この映画の失敗により、ジェレマイア・S・チェチック監督は2013年の『The Right Kind of Wrong』までの15年間長編映画を監督することはなかった。ショーン・コネリーは今作と『リーグ・オブ・レジェンド/時空を超えた戦い』の失敗によって俳優業を引退した。

## 受賞[7]
第19回ゴールデンラズベリー賞では9部門にノミネートされ、最低リメイク・続編賞を受賞した。この賞は『GODZILLA』、『サイコ」と同時受賞であり、ゴールデンラズベリー賞の歴史において三作品が同時受賞するのは初めての事態である。
| 賞                           | 部門                                                     | 候補                               | 結果       |
| ---------------------------- | -------------------------------------------------------- | ---------------------------------- | ---------- |
| 第18回ゴールデンラズベリー賞 | 最低作品賞                                               | ジェリー・ワイントローブ           | ノミネート |
| 第18回ゴールデンラズベリー賞 | 最低主演男優賞                                           | レルフ・ファインズ                 | ノミネート |
| 第18回ゴールデンラズベリー賞 | 最低主演女優賞                                           | ユマ・サーマン                     | ノミネート |
| 第18回ゴールデンラズベリー賞 | 最低助演男優賞                                           | ショーン・コネリー                 | ノミネート |
| 第18回ゴールデンラズベリー賞 | 最低監督賞                                               | ジェレマイア・S・チェチック        | ノミネート |
| 第18回ゴールデンラズベリー賞 | 最低脚本賞                                               | ドン・マクファーソン               | ノミネート |
| 第18回ゴールデンラズベリー賞 | 最低スクリーンカップル賞                                 | レルフ・ファインズ、ユマ・サーマン | ノミネート |
| 第18回ゴールデンラズベリー賞 | 最低リメイク・続編賞                                     | 『アベンジャーズ』                 | 受賞       |
| 第18回ゴールデンラズベリー賞 | 最低主題歌賞                                             | グレース・ジョーンズの"Storm"      | ノミネート |
| ゴールデンリール賞           | 音響編集賞（外国映画部門）                               | 『アベンジャーズ』                 | ノミネート |
| ヨガピープルアワード         | 最低外国語映画賞                                         | ジェレマイア・S・チェチック        | 受賞       |
| IFMCA賞                      | 音楽賞                                                   | ジョエル・マクニーリー             | ノミネート |
| IFMCA賞                      | アクション映画の最高の音楽                               | ジョエル・マクニーリー             | ノミネート |
| スティンカーズ最悪映画賞     | 最低作品賞                                               | 『アベンジャーズ』                 | ノミネート |
| スティンカーズ最悪映画賞     | 最低主演男優賞                                           | レルフ・ファインズ                 | ノミネート |
| スティンカーズ最悪映画賞     | 最低主演女優賞                                           | ユマ・サーマン                     | ノミネート |
| スティンカーズ最悪映画賞     | 最低助演男優賞                                           | ショーン・コネリー                 | ノミネート |
| スティンカーズ最悪映画賞     | 最低の監督センス（こいつがまた監督する前に阻止しろ！）賞 | ジェレマイア・S・チェチック        | ノミネート |
| スティンカーズ最悪映画賞     | 最低スクリーンカップル賞                                 | レルフ・ファインズ、ユマ・サーマン | ノミネート |
| スティンカーズ最悪映画賞     | 最も腹立たしい偽のアクセント                             | ユマ・サーマン                     | ノミネート |
| スティンカーズ最悪映画賞     | 最低のテレビ番組の映画化                                 | 『アベンジャーズ』                 | 受賞       |

## その他
- 本作の原作であるTVシリーズ『おしゃれ㊙探偵』（The Avengers）は、イギリスのABCテレビ（現在はテームズ・テレビジョン）が製作し、ITVで1961年から約8年間放映されて人気を博した。1976年から1978年には続編“The New Avengers”が製作された。本作のプロデューサーのジェリー・ワイントローブがこのドラマの大ファンで、長年映画化を目指していた。
- 当初、ジョン・スティードの役はメル・ギブソンが予定されていた。また、ドリュー・バリモア、エリザベス・ハーレイ、ジュリア・ロバーツ、メグ・ライアン、エリザベス・シュー、マデリーン・ストウ、ポリー・ウォーカーがエマ・ピール役の候補に挙がっていた。[6]
- グウィネス・パルトローはエマ・ピール役をオファーされたが、当初、彼女はニューヨークで『ジョー・ブラックをよろしく』の撮影中だった当時の婚約者ブラッド・ピットと一緒にいるために、この役を断った。彼女は代わりに『スライディング・ドア』への出演を選んだ。[6]
- マーベル・コミックを原作とする2012年公開の『アベンジャーズ』は、本作との混同を避けるため、英語タイトルでは "Marvel's The Avengers" あるいは "Marvel Avengers Assemble" と付けられた。
- アメリカでの興行不振から、日本では試写などを行わず小規模な宣伝展開で公開された[2]。